# Отпусти меня (песня Таисии Повалий и Николая Баскова)
«Отпусти меня» — песня, записанная украинской певицей Таисией Повалий и российским певцом Николаем Басковым. Слова песни написала Ольга Ткач, а музыку — Олег Макаревич. Песня была выпущена 17 ноября 2004 года на радиостанциях СНГ. Песня также дала название дуэтному мини-альбому «Отпусти меня» 2004 года.

## История создания
Таисия Повалий и Николай Басков до 2004 года знакомы не были, однако в тот год Басков устроил турне по Украине и для своего киевского концерта пригласил некоторых украинских артистов. С Повалий они исполнили песню из репертуара Андреа Бочелли и Селин Дион — «The Prayer» («Молитва») — Басков пел на итальянском, а Повалий — на украинском.
Позже продюсер Валентина Басовская показала Повалий дуэтную песню «Отпусти меня», хотя изначально у певицы была идея записать её в паре с Басковым, однако она решила, что эстрадный репертуар ему будет не интересен, и записала сольную версию, исправив текст с позиции женщины. Через некоторое время Повалий пригласила Баскова в гости, где её муж, Игорь Лихута, поставил свежезаписанную песню в его присутствии. Тогда Басков убедил певицу записать дуэтную версию — и той же ночью они записывали её на студии Studio CSP.

## Выпуск
17 ноября 2004 года песня была отправлена на радиостанции СНГ и практически сразу стала популярной. Артистов стали приглашать для съёмок и записи различных телепередач. Для Таисии Повалий это был дебют на российской сцене — до того она была популярна в основном на Украине; сама певица призналась, что запись данной песни и поездка в Москву вывели её из творческого застоя и депрессии.
«Отпусти меня» вошла в десятку лучших хитов сводного хит-парада СНГ — TopHit, продержавшись в нём в общей сложности 24 недели и получив более 600 тысяч ротаций. По итогам 2005 года песня заняла 35-е место.

## Музыкальное видео
Музыкальное видео было выпущено в декабре 2004 года, его режиссёром стал Семён Горов.

## Награды
За исполнение песни Таисия Повалий и Николай Басков получили свои первые статуэтки «Золотого граммофона».

## Чарты
| Чарт (2004—2005)            | Высшая позиция |
| --------------------------- | -------------- |
| Москва (TopHit Radio Hits)  | 4              |
| Россия (TopHit Radio Hits)  | 7              |
| СНГ (TopHit Radio Hits)     | 7              |
| Украина (TopHit Radio Hits) | 46             |

| Чарт (2005)                 | Высшая позиция |
| --------------------------- | -------------- |
| Москва (TopHit Radio Hits)  | 15             |
| Россия (TopHit Radio Hits)  | 8              |
| СНГ (TopHit Radio Hits)     | 12             |
| Украина (TopHit Radio Hits) | 55             |

| Чарт (2005)                | Позиция |
| -------------------------- | ------- |
| Москва (TopHit Radio Hits) | 19      |
| Россия (TopHit Radio Hits) | 44      |
| СНГ (TopHit Radio Hits)    | 35      |

## История релиза
| Регион | Дата           | Формат       | Версия       | Лейбл       | Ист.   |
| ------ | -------------- | ------------ | ------------ | ----------- | ------ |
| СНГ    | 17 ноября 2004 | Радиоротация | Оригинальная | Artur Music | [ 3 ]  |
| СНГ    | 30 марта 2005  | Радиоротация | Remix        | Artur Music | [ 16 ] |
| СНГ    | 17 июня 2005   | Радиоротация | Dance Remix  | Artur Music | [ 17 ] |